# Conchyliculture
 (janvier 2018).
Améliorez-le ou discutez des points à vérifier. 
 (janvier 2018).

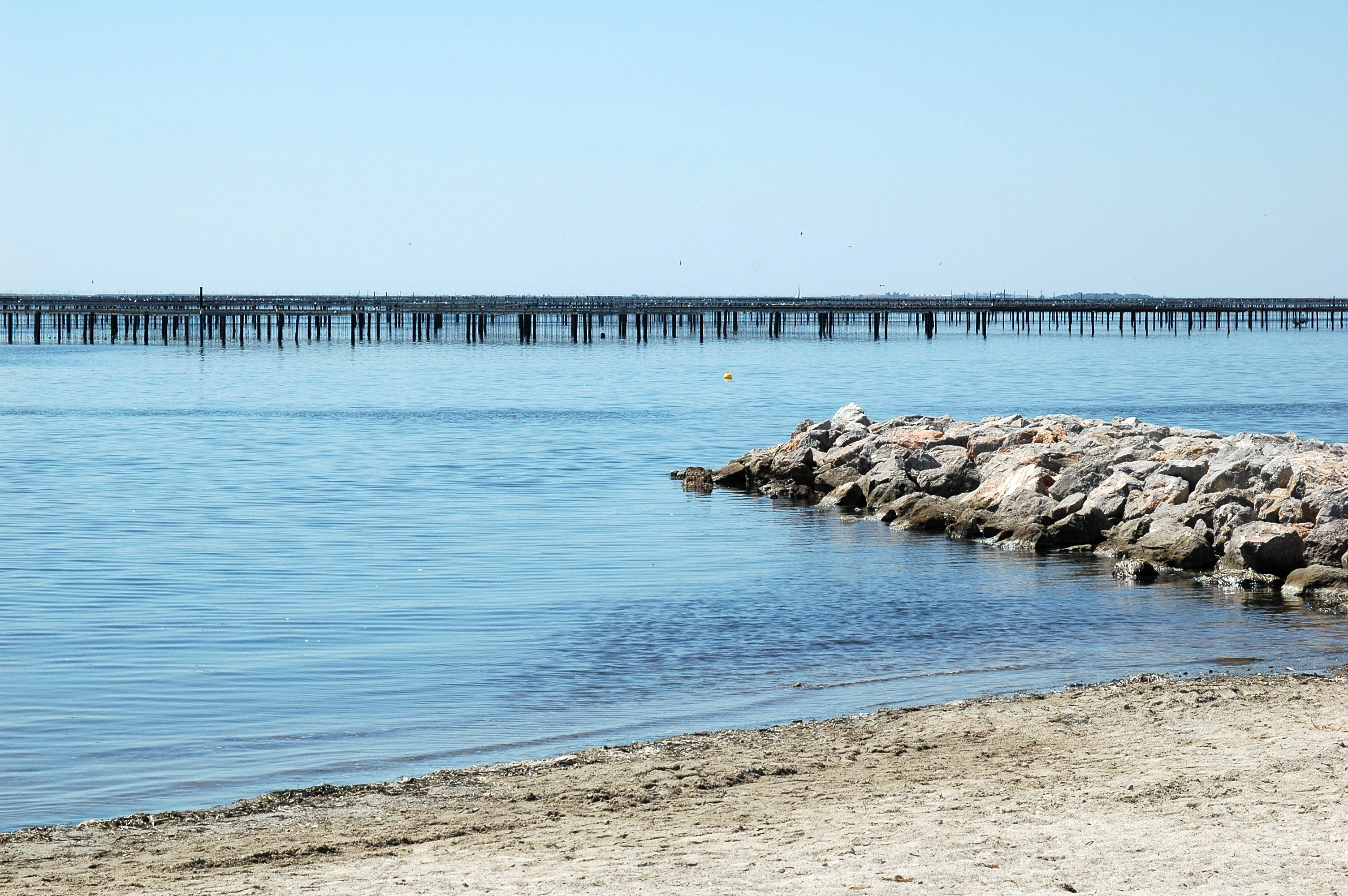
Parcs à moules à Bouzigues (étang de Thau).

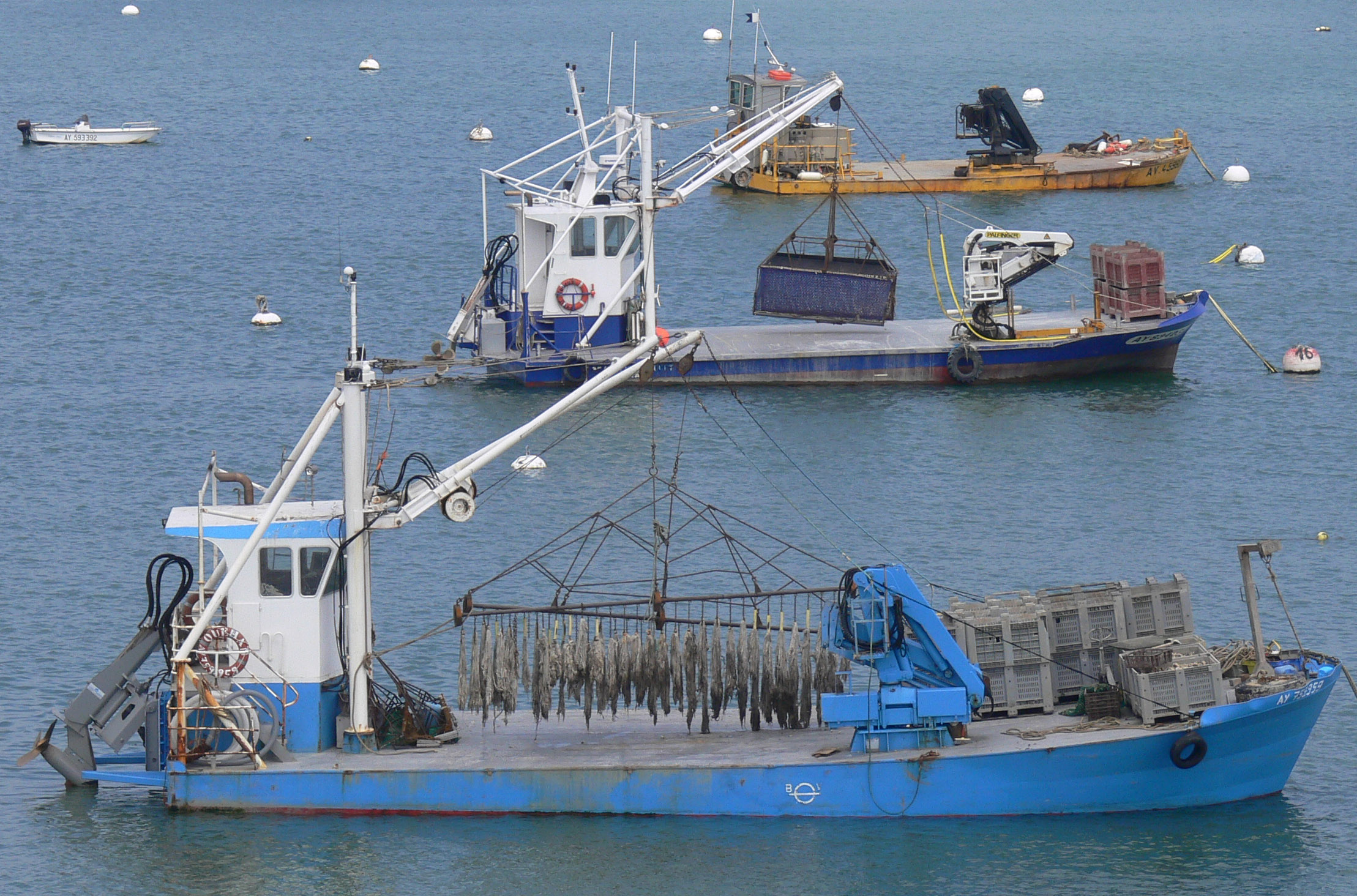
Bateaux à fonds plats permettant la récolte d’huîtres en eaux profondes dans le Morbihan en Bretagne.

La conchyliculture est l'élevage de coquillages, qui est lui-même une forme d'aquaculture.
Conchyliculture est issu du latin concha, lui-même issu du grec ancien κόγχη, kógkhê, signifiant « conque », « coquillage », et se prononce [kɔ̃.ki.li.kyl.tyʁ], bien que parfois le « -chy- » soit prononcé [ʃi] au lieu de [ki] en français.
La conchyliculture est plus particulièrement présente en France, au Canada, au Brésil et au Portugal.
Étymologiquement la conchyliculture concerne l'élevage des mollusques conchifères (soit les coquillages en général), mais en réalité ce nom recouvre principalement l'élevage de mollusques marins, avec :
- l'ostréiculture (élevage des huîtres) ;
- la mytiliculture (élevage des moules) ;
- la vénériculture (élevage des palourdes) ;
- la cérastoculture (élevage des coques) ;
- la pectiniculture (élevage des coquilles Saint-Jacques et autres pectinidés) ;
- l’halioticulture (élevage des ormeaux).

## Historique
Des mollusques à coquilles sont mangés par les Hommes depuis la préhistoire. Les amas coquilliers (accumulation de coquilles de mollusques) constitués des restes des repas successifs des habitants sur certains sites, parfois sur de très longues périodes, présentent d'ailleurs un grand intérêt en archéologie.
La discipline scientifique qui se consacre à l'étude archéologique des mollusques et de leurs rapports avec l'Homme est l'archéomalacologie.
Les Grecs se servaient des coquilles d'huîtres pour voter et les Romains appréciaient les huîtres. Les coquillages cueillis étaient issus des gisements naturels. Les premiers parcs à huîtres sont construits au XIXe siècle.

## Les productions nationales

### Brésil
La région sud est la région la plus développée pour la production d'huîtres et de moules, et notamment l'État de Santa Catarina avec 9 801 tonnes de moules et 2 512 tonnes d'huîtres. En seconde position pour les moules, l'État d'Espírito Santo (400 tonnes) et celui du Paraná pour les huîtres (126 tonnes).
Capacité :
- ostréicole : 2 682 tonnes[2]
- mytilicole : 10 380 tonnes[2]

### France
La France est le premier pays conchylicole en Europe (avec 84 100 tonnes en 2010, la France produit les 3/4 des huîtres européennes et est, avec près de 74 000 tonnes, le second producteur de moules en Europe derrière l’Espagne). Pour exercer sur le domaine public, il faut obtenir une concession auprès des autorités. En 2007, il existait 52 600 concessions sur le domaine public maritime qui occupent une superficie de 1 700 km2 soit 18 100 hectares et 1 700 km de lignes de bouchots. D'autre part 2 400 hectares sont utilisés sur domaine privé. Plus de 21 500 personnes dont 7 000 à temps plein travaillent sur les exploitations conchylicoles.
En volume, comme en témoignent les données du Comité national de la conchyliculture (organisme interprofessionnel régi par la loi du 27 juillet 2010), la première région en termes de production est la Nouvelle-Aquitaine, avec une forte dominante dans la production d'huîtres du fait de la présence de deux bassins ostréicoles importants : celui de Marennes-Oléron et celui du bassin d'Arcachon. Les statistiques publiées en 2011-2012 indiquent ainsi une production de 53 500 tonnes de coquillages (dont 39 000 tonnes d'huîtres) pour l'ex-région Poitou-Charentes et 7 000 tonnes pour l'ex-région Aquitaine. Vient ensuite la Bretagne avec 46 300 tonnes de coquillages produits.
La France exporte plus d'huîtres qu'elle n'en importe. En revanche, les importations de moules dépassent très largement les exportations.
Les ventes de la conchyliculture s’élevent, en 2010-2011 à 491 millions d’euros. Les principaux secteurs d’activité sont l'ostréiculture (production d'huîtres) et la mytiliculture (production de moules).
En 2010-2011, l'activité concerne 2 967 entreprises qui emploient 9 215 équivalent temps plein.

### Canada
La conchyliculture est une activité relativement récente au Canada, plus ancienne sur la côte ouest.
Elle produit surtout des moules et des huîtres, et aussi des myes (palourdes) et des pétoncles.
Sur la côte pacifique, en Colombie-Britannique, la palourde (Venerupis ou Ruditapes philippinarum), l'huître pacifique, les moules et la coquille Saint-Jacques japonaise (Patinopecten yessoensis) forment les bases de la conchyliculture.
Sur la côte atlantique, on trouve des moules, des huîtres de Virgine (Crassostrea virginica), des pétoncles (Placopecten magellanicus). La province où la conchyliculture est la plus développée est l'Île-du-Prince-Édouard.

## L'écologie des zones conchylicoles
Les eaux côtières abritent souvent naturellement des palourdes, des moules, des pétoncles et des huîtres propres à la consommation humaine. La pêche de ces mollusques sauvages ou ceux de culture peut être pourtant interdite à l'intérieur de vastes secteurs de la côte pour causes d'une contamination par les eaux usées ou des concentrations nocives d'algues toxiques, de toxines et d'agents pathogènes, d'origine naturelle ou humaine.
Les coquillages et leurs habitats sont d'excellents indicateurs de l'état de santé bactériologique de l'environnement marin. Les coliformes fécaux indiquent par exemple la présence dans l'eau de matières fécales et d'organismes qui peuvent être pathogènes. La sévérité des normes se justifie car, étant donné que les mollusques bivalves se nourrissent par filtration, ils concentrent dans leur chair des bactéries, des virus et des toxines qui peuvent être mortelles pour l'homme.
Une revue de littérature sur les interactions entre la conchyliculture et l’environnement a été publiée en 2010.

## Puits à carbone?
L’élevage de coquillages ne contribue pas à la lutte contre le réchauffement climatique : c’est au contraire une activité émettrice de CO2, souligne une étude allant à l’encontre d’une contre-vérité largement répandue dans la littérature scientifique. « Une fake news, ça se diffuse beaucoup plus vite qu’une vérité. C’est ça qu’on a voulu démystifier », déclare Fabrice Pernet, chercheur en écologie des organismes marins à l’Institut français de recherche pour l'exploitation de la mer (Ifremer), principal auteur de l’article publié dans la revue Reviews in Aquaculture.
Une étude chinoise, publiée en 2011 dans une revue d’écologie marine, et citée plus de 200 fois depuis, a propagé cette idée. Depuis lors, 28 articles scientifiques, sur les 51 examinés par Fabrice Pernet et ses coauteurs, ont repris ce raisonnement. En avril 2022, le Conseil consultatif de l’aquaculture a même recommandé à la Commission européenne d’étudier un mécanisme de paiement de crédits carbone pour la séquestration de CO2 par les coquilles. « C’est totalement faux, ce n’est absolument pas du CO2 qui est utilisé » pour fabriquer les coquilles, mais du bicarbonate provenant de l’érosion des roches, souligne le chercheur. Loin de stocker du CO2, la calcification, à l’origine de la fabrication de la coquille, en libère dans l’eau et réduit ainsi la capacité de l’océan à absorber celui qui est présent dans l’atmosphère.
L’étude souligne néanmoins que la conchyliculture rend de nombreux services écologiques (clarification de l’eau de mer, régulation de l’azote et du phosphore…) et reste « la manière de produire des protéines animales la moins intensive en carbone ». Pour réduire les émissions de CO2 de la conchyliculture, les auteurs recommandent ainsi de remettre les déchets de coquilles consommées dans la mer, où elles vont se dissoudre et piéger du CO2, ou bien de cultiver des algues à côté des coquillages.

## Réglementation et organisation des contrôles alimentaires et zoosanitaires des coquillages en France
En France ces formes d'élevages sont maintenant cadrées dans chaque région par un Schéma régional de développement de l'aquaculture
L'organisation interprofessionnelle des pêches maritimes et des élevages marins et de la conchyliculture : elle est en France, depuis 1991 cadrée par la loi comme toutes les activités qui ont lieu dans le domaine public maritime, notamment pour éviter ou résoudre les conflits d'usage et les éventuels problèmes sanitaires ou de sécurité maritime.
La « commission des cultures marines » : elle a été instaurée en 1983 ; sous la présidence du Préfet, elle fixe le régime de l'autorisation des exploitations de cultures marines, avec l'avis de divers représentants de services de l’État et d'institutions compétentes dans le domaine maritime (Ifremer) et de collectivités (régions, départements) et des représentants légaux des professionnels (conchyliculteurs). Elle produit ou valide des « Schémas de structure » et donne aussi des avis sur le balisage des concessions. 
Un arrêté porte sur l'étendue des circonscriptions des commissions des cultures marines, les modes de désignation des professionnels et les conditions de fonctionnement de ces commissions. Les concessions concernent l'élevage, mais aussi le captage-élevage, sur des filières sub-surface, composées d'aussières comportant chacune au plus 99 descentes (mesurant jusqu'à 4 mètres chacune), généralement espacées de 1 mètre
Les « concessions » : chaque concession peut comprendre plusieurs filières d'une centaine de mètres.
Le préfet fixe une densité maximale d'exploitation pour les concessions, lesquelles sont situées dans des « lotissements ».
Ce sont l'état ou la section régionale de la conchyliculture qui proposent la création de nouveaux lotissement, avec une expérimentation préalable si la zone était vierge d'installation conchylicole.
Les organismes de contrôle
Le ministère chargé de l'alimentation (ministère de l'agriculture, de l'agroalimentaire et de la forêt)-direction générale de l’Alimentation- exerce en France l’organisation des contrôles officiels sanitaires (alimentaires) et zoo-sanitaires (santé animale) des coquillages, d'élevage comme de pêche à pied professionnelle.
En cette matière, l'IFREMER apporte son concours à l'administration sur la base de l'article 4 du Décret no 84-428 du 5 juin 1984 relatif à la création, à l'organisation et au fonctionnement de l'Institut français de recherche pour l'exploitation de la mer, qui dispose :
"Pour l'exécution de ses missions, qu'il exerce en liaison avec les organismes de recherche et de développement technologique, les établissements d'enseignement supérieur et les administrations intéressées, l'institut est chargé : […]
2° D'apporter à l'Etat et aux autres personnes morales de droit public son concours pour l'exercice de leurs responsabilités, notamment pour le contrôle de la qualité des produits de la mer et du milieu marin ;".
Les questions de sécurité alimentaire sont importantes s'agissant des coquillages, qui sont souvent des animaux ayant une nutrition par filtration de l'eau de mer, propice à l'accumulation en leur sein :
- de micro-organismes parfois pathogènes: bactéries, comme Salmonella et E.coli, qui sont règlementées par le règlement (CE) no 2073/2005 modifié, dans les mollusques bivalves, échinodermes, tuniciers et gastéropodes ou virus, tels les norovirus responsables de gastro-entérites et non réglementés en Europe),
- de parasites (Giardia…)
- dans leur système d'épuration (glande digestive) de contaminants de l'environnement comme les métaux (cadmium notamment).
- de microalgues (Alexandrium, Pseudonitzschia, Dinophysis) naturellement présentes sur nos côtes, qui peuvent engendrer des problématiques de toxicité ; c'est pourquoi les toxines de ces algues sont réglementées aussi dans les coquillages. À ce sujet, il faut voir le règlement (CE) no 853/2004 modifié, section VII de l'annexe III, qui fixe des teneurs maximales en toxines type diarrhéique (lipophiles) comme l'acide okadaïque, mais aussi en saxitoxines (à l'origine du syndrome paralytique dû aux coquillages ou en anglais Paralytic Shellfish Poisoning- PSP), également en azaspiracides et yessotoxines, et enfin en acide domoïque (à l'origine du syndrome amnésiant dû aux coquillages ou anglais Amnesic Shellfish Poisoning-ASP).

Bien que les données soient encore parcellaires pour certaines toxines et algues non réglementées (pinnatoxines, accusées sans preuve de pouvoir engendrer un syndrome neurodégénératif), les toxines réglementées sont bien documentées en termes d'évaluation des risques alimentaires (voir à ce sujet les publications de l'Autorité européenne de sécurité des aliments, EFSA ou ceux de l'Agence Nationale française, ANSES).
Le contrôle alimentaire analytique des coquillages se fait à plusieurs niveaux :
- des réseaux de surveillance coordonnés par l'IFREMER et subventionnés par le ministère chargé de l'agriculture pour environ 2.5 millions par an : REMI (surveillance microbiologique basée sur le critère de contamination fécale Escherichia coli), REPHY (surveillance phytoplanctonique des algues toxiques et de leur toxines basée sur la flore totale dans l'eau et l'analyse de laboratoire pour les toxines réglementées ASP, DSP et toxines lipophiles) et ROCCH (réseau d'observation des contaminations chimiques).
- des contrôles à travers les plans de contrôles et de surveillance de la Direction générale de l'alimentation: http://agriculture.gouv.fr/dispositif-surveillance-controle-securite-sanitaire-aliments-564

Par ailleurs, les opérateurs (exploitants) sont tenus de mettre en place des auto-contrôles (cf notamment règlements (CE) no 852/2004 et 853/2004).
Les établissements de production, et particulièrement les centres agréés d'expédition et purification sont de plus régulièrement inspectés par les Directions départementales de la Protection des Populations. En cas de manquements avec risques graves, l'agrément peut être retiré, ce qui empêche l'exploitant de produire (Code rural et de la pêche maritime).
Conformément à la réglementation européenne applicable en France (règlement (CE) no 853/2204), la production de coquillages (culture comme pêche à pied) doit s'opérer dans des zones classées (A, B ou C en fonction du niveau de contamination fécale, matérialisé par le critère E.coli). Cela ne s'applique pas aux pectinidés et aux gastéropodes non filtreurs.
La zone A est la plus propre (présence de moins de 230 E.coli/ 100 g de chair et liquide intervalvaire (CLI), qui permet une mise sur le marché directe du produit sans purification).
La zone C est la plus médiocre : elle présente des produits contenant plus de 4600 E.coli (mais toutefois pas plus de 46 000/100 g CLI). Elle ne permet de produire que des produits soumis à un traitement thermique efficace (conserves…) ou à un reparcage de 2 mois dans une zone de qualité A.
Pour la zone B, les niveaux sont intermédiaires : 230 E.coli/100 g CLI à 4600 avec 10 % de tolérance, ce qui signifie que, sur une série longue de données qui servent au classement, donc à établir la tendance sanitaire dans une zone et sa susceptibilité aux contaminations dues aux installations et activités littorales, il est possible d’admettre un classement B, si des données sont supérieures à 46 000 dans la limite de 10 % des résultats. Cela n’exonère pas de déterminer l'origine de ces pics de contamination et d'y remédier (amélioration de l'épuration des eaux des communes oralement[Quoi ?] notamment).
Les produits de zone B ne peuvent être mis sur le marché qu'après purification efficace dans une eau de mer propre (ou après reparcage en zone de qualité équivalente A).
Sur une zone classée pour la production professionnelle, la pêche de loisir est interdite si la zone est classée C. En B elle est possible au titre du code rural et de la pêche maritime, mais les produits devraient être préférentiellement mangés cuits.
Pour les zones de pêche de loisir qui ne coïncident pas dans leurs délimitations avec une activité professionnelle, il faut se renseigner sur le statut sanitaire établi par l'Agence régionale de santé. Le site internet de la préfecture peut aider également.
Il faut toujours se renseigner sur les épisodes de contamination en cours car ils peuvent correspondre à des risques importants, surtout quand il s'agit de toxines d'algues (elles ne sont pas détruites par la cuisson). Quand un risque est identifié sur une zone classée (production professionnelle) ou surveillée par l'ARS (pêche de loisir), elle peut être fermée par le préfet (arrêté préfectoral).
Les coquillages ne peuvent être vendus aux consommateurs sans avoir transité dans un centre agréé d'expédition, qui les colise en contenants inviolables (sacs de vrac…), ouverts sur le point de vente aux consommateurs. Cela permet de garantir leur salubrité. Un coquillage doit être vivant lors de l'achat (pour être sûr qu'il n'est pas trop dégradé).
Chacun peut lire les rapports d'audit de l'Office alimentaire et vétérinaire (FVO en anglais), en ligne sur le site de la Commission européenne. Le système français de contrôle des coquillages a été audité en 2011. Ceci permet d'assurer des exportations de coquillages, dont vers le Canada ou Hong-Kong et d'autres marchés soumis à la concurrence, irlandaise notamment.
Ifremer joue en France un rôle essentiel dans la surveillance des maladies affectant les élevages (surveillance zoosanitaire REPAMO) ainsi que dans la surveillance de la qualité des eaux d'élevage (surveillance sanitaire des réseaux de l'Environnement). Cette surveillance permet de prévenir l'extension des maladies ou la dégradation du milieu d'élevage. Un réseau de suivi des tendances géographiques et chronologiques de la survie, de la croissance et de la qualité des huîtres creuses accompagne cette surveillance (REMORA). Pour trouver des solutions aux perturbations des élevages ou valoriser les produits d'aquaculture, Ifremer a engagé des programmes de recherche avec des partenaires scientifiques et professionnels.